# ديجيمون باتل سبريت
ديجيمون باتيل سبريت (بالإنجليزية: Digimon Battle Spirit)‏ هي لعبة فيديو من نوع قتال، صدرت في 5 أكتوبر 2001، وهي متوفرة على أجهزة واندرسوان وغيم بوي أدفانس. اللعبة من نشر بانداي.

## روابط خارجية
- ديجيمون باتل سبريت على موقع IMDb (الإنجليزية)